# Gustavsbergs socken
Gustavsbergs socken i Uppland ingick i Värmdö skeppslag, ingår sedan 1974 i Värmdö kommun och motsvarar från 2016 Gustavsbergs distrikt.
Socknens areal var den 1 januari 1961 29,12 kvadratkilometer, varav 28,57 km² land. År 2000 fanns här 4 895 invånare. Godset Farsta, tätorten Mörtnäs och tätorten och kyrkbyn Gustavsberg med Gustavsbergs porslinfabrik och med sockenkyrkan Gustavsbergs kyrka ligger i socknen. 

## Administrativ historik
Socknen bildades 1902 som en utbrytning ur Värmdö socken, Gustavsbergs församling med ansvar för de kyrkliga frågorna och Gustavsbergs landskommun med ansvar för de borgerliga frågorna. Landskommunen inkorporerade 1952 i Ingarö landskommun och uppgick 1974 i Värmdö kommun. Församlingen uppgick 2010 i Gustavsberg-Ingarö församling.
1 januari 2016 inrättades distriktet Gustavsbergs, med samma omfattning som församlingen hade 1999/2000.  
Socknen har tillhört län, fögderier, tingslag och domsagor enligt vad som beskrivs i artikeln Värmdö skeppslag.

## Geografi
Gustavsbergs socken ligger öster om Stockholm och omfattar östra delen av Ormingelandet och norra delen av Farstalandet samt Norra Lagnö och med Baggensfjärden i väster vars vik Farstaviken skjuter in i socken. Socknen är en starkt kuperad skogsbygd med viss odlingsbygd i smala dalar.

## Fornlämningar
Från järnåldern finns tre gravfält.

## Namnet
Namnet kommer från porslinsfabriken, grundad 1827, som i sin tagit namnet från ett säteri, namngivet efter sin ägare Gustav Oxenstierna.